# Cladopodanthus speciosus
Cladopodanthus speciosus är en bladmossart som beskrevs av Fleischer 1904. Cladopodanthus speciosus ingår i släktet Cladopodanthus och familjen Dicranaceae. Inga underarter finns listade i Catalogue of Life.